# Meta (prefisso)
Meta- (dal greco μετα-) è un prefisso usato in molte lingue, solitamente con il significato di "oltre", e tende a essere usato per indicare qualcosa che va al di là della propria stessa categoria.

## Esempi
- Metamorfismo, trasformazione di elementi chimici o strutture o entità astratte al di là della propria forma originaria;
- Metalinguaggio, un linguaggio formalmente definito che ha come scopo la definizione di altri linguaggi artificiali;
- Metalinguismo, quando, in qualsiasi ambito, si fanno osservazioni o rimandi allo stesso medesimo ambito;
- Metapittura[2], un tipo di pittura o di opere d'arte figurative che rappresentano l'azione del dipingere in sé o dei quadri stessi o un artista
- Metasemantica, tecnica di Fosco Maraini che consiste nell'utilizzo di parole prive di significato, ma dal suono familiare alla lingua a cui appartiene il testo stesso;
- Meta-autunite, minerale che contiene meno acqua rispetto all'autunite vera e propria, essendo quindi più "pura".
- Metastasi, riproduzione a distanza e oltre il proprio sito originario nell'organismo di un tumore;

Nell'informatica:
- Metadato, tipo di dato che descrive un dato stesso (solitamente la struttura del file che contiene i dati stessi);
- Metaverso, realtà virtuale in internet;
- Meta, azienda che gestisce Facebook, Instagram e WhatsApp;